# Article dos de la Constitució dels Estats Units

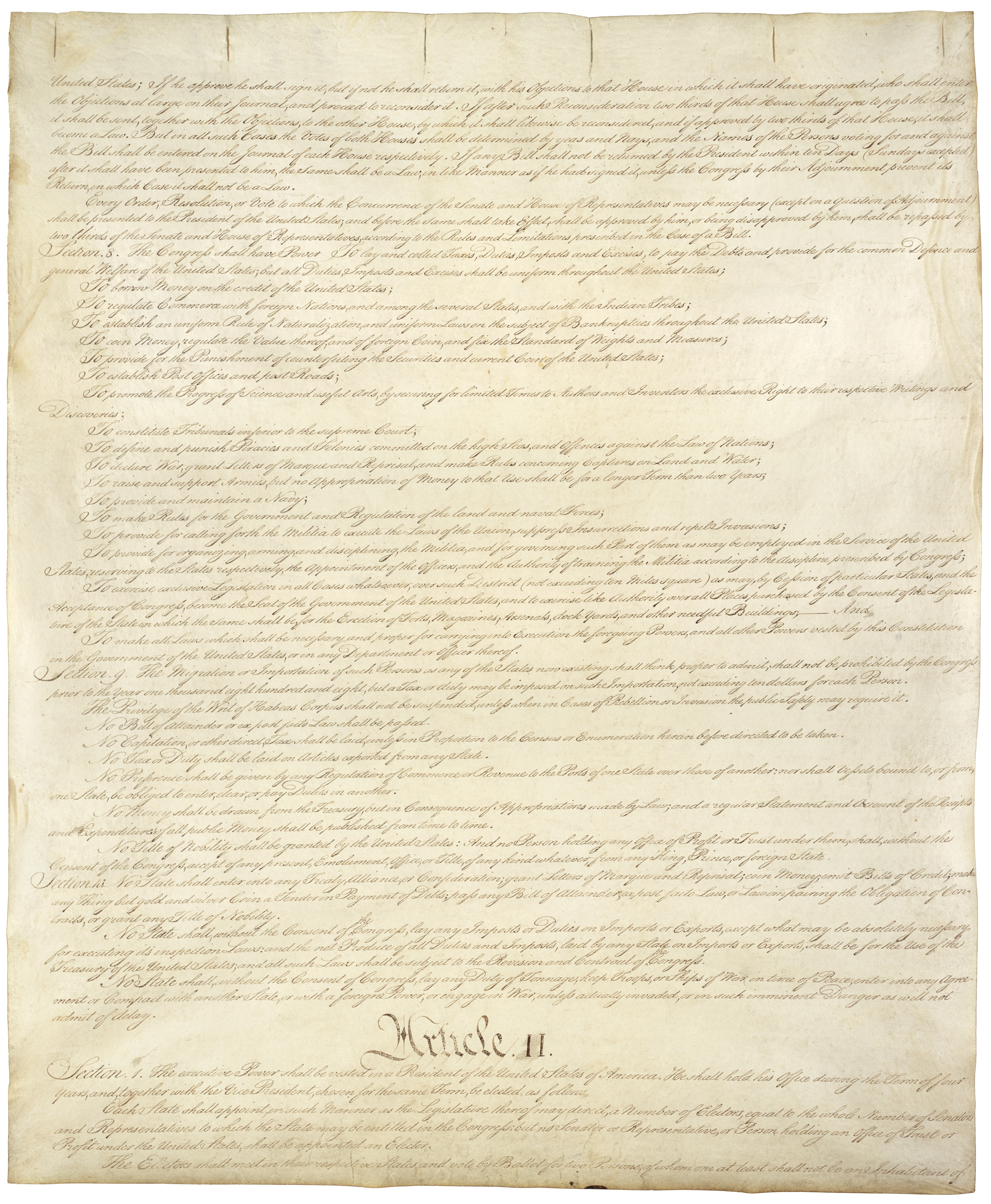
Començament de l'Article II, en la versió original de la Constitució dels Estats Units.

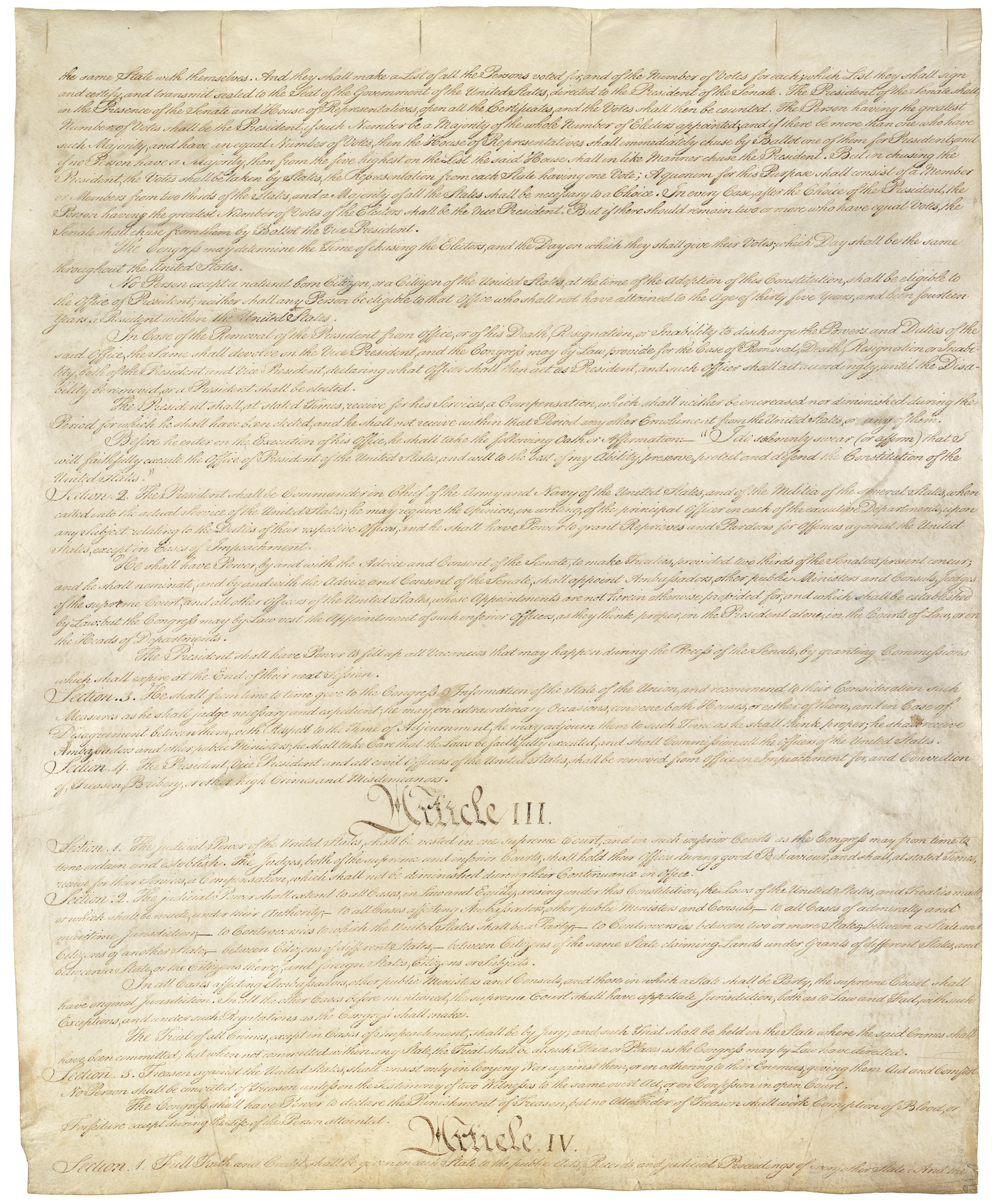
Final de l'Article II, en la versió original de la Constitució dels Estats Units.

L'article II de la Constitució dels Estats Units crea el poder executiu del Govern nord-americà, el qual està format pel president i altres funcionaris principals.

## Secció u, el president i el vicepresident

### Clàusula u: El poder executiu
La clàusula u de la secció u diu així: 
| « | (català) El Poder Executiu residirà en el president dels Estats Units d'Amèrica. Aquest ocuparà el seu mandat per un període de quatre anys i la seva elecció, juntament amb la del vicepresident, qui exercirà el càrrec durant el mateix període, es realitzarà de la següent manera: [...] | (anglès) The executive Power shall be vested in a President of the United States of America. He shall hold his Office during the Term of four Years, and, together with the Vice President, chosen for the same Term, be elected, as follows | » |

Al capdavant de la branca executiva es troba el president. El president i el vicepresident són triats, de forma conjunta, cada quatre anys.

### Clàusula dos: Forma de selecció d'electors presidencials
La clàusula dos de la secció u diu així: 
| « | (català) Cada Estat de la unió ha de designar, en la forma que ho prescrigui la seva Assemblea legislativa, un nombre d'electors igual al nombre total de senadors i representants que li correspongui al Congrés; però no serà nomenat elector cap senador o representant, ni cap persona que ocupi un càrrec de confiança o retribuït sota l'autoritat dels Estats Units. | (anglès) TEach State shall appoint, in such Manner as the Legislature thereof may direct, a Number of Electors, equal to the whole Number of Senators and Representatives to which the State may be entitled in the Congress: but no Senator or Representative, or Person holding an Office of Trust or Profit under the United States, shall be appointed an Elector. | » |

El president i vicepresident seran triats per un Col·legi Electoral, els membres del qual han estat seleccionats per les Assemblees legislatives dels estats. La Constitució no estableix la forma en la qual els Estats han d'escollir als seus electors, però, des de 1824, tots els Estats han seleccionat als seus electors basant-se en el vot popular. Cada Estat pot nomenarà punts electors com a representants i senadors tingui al Congrés. La vint-i-tresena esmena amplia aquest dret al Districte de Columbia, que també pot nomenar electors. Ni senadors, ni representants, ni empleats federals pot ser electors.

### Clàusula tres: Electors presidencials
La clàusula tres de la secció u diu així: 
| « | (català) Els electors es reuniran en els seus respectius Estats i votaran mitjançant cèdules en favor de dues persones, una de les quals, si més no no serà habitant del mateix Estat que ells. Faran una llista de totes les persones que van rebre vots i signaran i certificaran la referida llista i l'enviaran segellada a la seu del govern dels Estats Units, dirigida al president del Senat, qui obrirà les llistes en presència del Senat i de la Cambra de Representants, i llavors es comptaran els vots. La persona que tingués el major nombre de vots serà president, sempre que aquest nombre representi la majoria de tots els electors nomenats i si hi hagués més d'un que tingui aquesta majoria i que compti amb igual nombre de vots, llavors la Cambra de Representants elegirà un d'ells immediatament per a president, votant per cèdules, i si cap persona tingués majoria llavors la referida Cambra elegirà el president de la mateixa manera entre els cinc noms amb major nombre de vots a la llista. Cal tenir present que en elegir al president la votació es farà per Estats i que la representació de cada Estat gaudirà d'un vot; que per a aquest objecte hi haurà quòrum quan estiguin presents el membre o els membres que representin als dos terços dels estats i que serà necessària majoria de tots els Estats perquè es tingui per feta l'elecció. En tots els casos, i un cop triat el president, la persona que reuneixi major nombre de vots dels electors serà vicepresident. Però si quedin dos o més amb el mateix nombre de vots, el Senat escollirà d'entre ells el vicepresident, votant per cèdules. | (anglès) The Electors shall meet in their respective States, and vote by Ballot for two Persons, of whom one at least shall not be an Inhabitant of the same State with themselves. And they shall make a List of all the Persons voted for, and of the Number of Votes for each; which List they shall sign and certify, and transmit sealed to the Seat of the Government of the United States, directed to the President of the Senate. The President of the Senate shall, in the Presence of the Senate and House of Representatives, open all the Certificates, and the Votes shall then be counted. The Person having the greatest Number of Votes shall be the President, if such Number be a Majority of the whole Number of Electors appointed; and if there be more than one who have such Majority, and have an equal Number of Votes, then the House of Representatives shall immediately chuse by Ballot one of them for President; and if no Person have a Majority, then from the five highest on the List the said House shall in like Manner chusethe President. But in chusing the President, the Votes shall be taken by States, the Representation from each State having one Vote; A quorum for this Purpose shall consist of a Member or Members from two thirds of the States, and a Majority of all the States shall be necessary to a Choice. In every Case, after the Choice of the President, the Person having the greatest Number of Votes of the Electors shall be the Vice President. But if there should remain two or more who have equal Votes, the Senate shall chuse from them by Ballot the Vice President. | » |

Tot el procediment que s'estableix en aquesta clàusula va ser modificat per la dotzena esmena el 1804.

### Clàusula quatre: Dia d'eleccions
La clàusula quatre de la secció u diu així: 
| « | (català) El Congrés podrà determinar la data en què els electors seran nomenats i el dia en què hauran de votar; aquest dia serà el mateix en tots els Estats Units. | (anglès) The Congress may determine the Time of chusing the Electors, and the Day on which they shall give their Votes; which Day shall be the same throughout the United States. | » |

El Congrés fixa un dia d'eleccions nacional. Actualment, els electors se seleccionen el dimarts següent al primer dilluns de novembre del quart any del mandat presidencial. Els electors emeten els seus vots el dilluns següent al segon dimecres al desembre del mateix any. Després, el vicepresident dels Estats Units, en qualitat de president del Senat, obrirà i explicarà els vots emesos en una sessió conjunta del Congrés.

### Clàusula cinc: Requisits per al càrrec
La clàusula cinc de la secció u diu així: 
| « | (català) Només les persones que siguin ciutadans de naixement o que hagin estat ciutadans dels Estats Units en el moment d'adoptar aquesta Constitució, seran elegibles per al càrrec de president; tampoc serà elegible una persona que no hagi complert trenta-cinc anys i que no hagi residit catorze anys als Estats Units. | (anglès) No Person except a natural born Citizen, or a Citizen of the United States, at the time of the Adoption of this Constitution, shall be eligible to the Office of President; neither shall any person be eligible to that Office who shall not have attained to the Age of thirty five Years, and been fourteen Years a Resident within the United States. | » |

Perquè siguin elegibles, el president i vicepresident han de:
- ser ciutadans de naixement (o ciutadans quan va ser adoptada la Constitució, incloent en aquesta clàusula a tots els que havien nascut abans de la independència dels Estats Units,);
- tenir, almenys, trenta-cinc d'edat;
- haver viscut dins del territori de la República durant un mínim de catorze anys.

A més a més, la vint-i-dosena esmena limita al president el nombre de mandats a dos, per tant ningú que hagi estat elegit per al càrrec de president dues vegades pot presentar-se de nou.

### Clàusula sis: Vacant i incapacitat
La clàusula sis de la secció u diu així: 
| « | (català) En cas de destitució del president del seu càrrec, o si mor, renúncia o queda incapacitat per complir amb les facultats i els deures del càrrec, aquest serà ocupat pel vicepresident; i en cas de destitució, mort, renúncia o incapacitat tant del president com del vicepresident, el Congrés pot determinar mitjançant una llei quin funcionari exercirà llavors la Presidència, la qual exercirà fins que la incapacitat cessament o hagi estat elegit un nou president. | (anglès) In Case of the Removal of the President from Office, or of his Death, Resignation, or Inability to discharge the Powers and Duties of the said Office, the Same shall devolve on the Vice President, and the Congress may by Law provide for the Case of Removal, Death, Resignation or Inability, both of the President and Vice President, declaring what Officer shall then act as President, and such Officer shall act accordingly, until the Disability be removed, or a President shall be elected. | » |

La interpretació d'aquest paràgraf va causar una gran controvèrsia quan va haver d'aplicar-se per primera vegada. Quan William Henry Harrison va morir en el càrrec, va sorgir un debat sobre si el vicepresident havia de ser nomenat president de iure o si heretaria els poders, sent únicament president interí. El vicepresident John Tyler era de l'opinió que tenia dret a ser president. No obstant això, molts senadors tenien la tesi que el vicepresident solament tenia dret de ser President interí fins que hi hagués noves eleccions. A causa de la vaga formulació, Tyler va realitzar el jurament del càrrec i es va convertir en president, creant un precedent que va continuar fins que la Vigesimoquinta Esmena va regular la successió. A causa d'aquest precedent Millard Fillmore, Andrew Johnson, Chester Arthur, Theodore Roosevelt, Calvin Coolidge, Harry Truman i Lyndon Johnson accendieron a la presidència.
La Vigesimoquinta Esmena diu explícitament que quan la Presidència quedi vacant, el vicepresident es converteix en president. En cas que no hi hagi un vicepresident, l'Esmena permet que el president nomeni, amb l'aprovació d'ambdues càmbres (Cambra de Representants i Senat), un nou vicepresident. A més, l'Esmena estipula que, quan el vicepresident i la majoria dels membres del Gabinet declaren que el president no pot exercir les seves responsabilitats, el vicepresident es converteix en president interí. L'Esmena permet al president reclamar el seu poder, excepte en el cas que dos terços d'ambdues càmbres votin per mantenir les conclusions del vicepresident i el Gabinet.
El Congrés ha invocat el seu poder per legislar en "el cas de cessament, mort, renúncia o incapacitat del president i vicepresident" amb la Llei de Successió Presidencial.

### Clàusula set: Sou
La clàusula set de la secció u diu així: 
| « | (català) El president rebrà una remuneració pels seus serveis, en les dates que es determinaran, la qual no podrà ser augmentada ni disminuïda durant el període per al qual hagi estat elegit i no podrà rebre durant aquest temps cap altre emolument de part dels Estats Units o de qualsevol d'aquests. | (anglès) The President shall, at stated Times, receive for his Services, a Compensation, which shall neither be increased nor diminished during the Period for which he shall have been elected, and he shall not receive within that Period any other Emolument from the United States, or any of them. | » |

El sou del president (actualment $400.000 a l'any) ha de ser constant durant el seu mandat, no podent rebre una altra compensació del govern federal o estatal.

### Clàusula vuit: Jurament o promesa
La clàusula vuit de la secció u diu així: 
| « | (català) Abans de començar a exercir el seu càrrec, el president de prestar el jurament o promesa: "Juro (o prometo) solemnement que exerceixi fidelment el càrrec de president dels Estats Units i que guardaré, protegiré i defensaré la Constitució dels Estats Units, emprant en això el màxim de les meves facultats ". | (anglès) Before he enters the Execution of his Office, he shall take the following Oath or Affirmation:—"I do solemnly swear (or affirm) that I will faithfully execute the Office of President of the United States, and will to the best of my Ability, preserve, protect and defend the Constitution of the United States." | » |

Tradicionalment, el president (encara electe) comença el jurament (o promesa) dient el seu nom: Jo, (nom), juro solemnement..., afegint també "que Déu m'ajudi" en acabar. Normalment és el president de la Cort Suprema qui pren jurament.
El vicepresident també té un jurament del càrrec, però no per mandat de la Constitució sinó prescrit per una llei. Actualment aquest jurament és similar al que pronuncia un membre del Congrés en prendre possessió.

## Secció dos, poders presidencials

### Clàusula u: Comandament de l'exèrcit, opinions dels membres del gabinet i indults
La clàusula u de la secció dos diu així: 
| « | (català) El president serà comandant en cap de l'Exèrcit i de la Marina dels Estats Units, i de la milícia dels diversos estats quan se les cridi al servei actiu dels Estats Units; podrà sol·licitar l'opinió per escrit del funcionari principal de cada un dels Departaments administratius amb relació a qualsevol assumpte que es relacioni amb els deures dels seus respectius llocs de treball, i estarà facultat per a suspendre l'execució de les sentències i per concedir indults tractant-se de delictes contra els Estats Units, excepte en els casos d'assumptes de responsabilitat política. | (anglès) The President shall be Commander in Chief of the Army and Navy of the United States, and of the Militia of the several States, when called into the actual Service of the United States; he may require the Opinion, in writing, of the principal Officer in each of the executive Departments, upon any Subject relating to the Duties of their respective Offices, and he shall have Power to grant Reprieves and Pardons for Offenses against the United States, except in Cases of Impeachment. | » |

El president, com a comandant en cap, posseeix el més alt grau en les Forces Armades. L'Article u, no obstant això, estipula que correspon al Congrés, no al president, declarar la guerra. Sovint, el president ha desplegat tropes amb autorització del Congrés, però sense un declaració formal de guerra.
En estipular que el president pot sol·licitar l'opinió per escrit del funcionari principal de cadascun dels Departaments administratius, la Constitució crea, implícitament, un gabinet que inclou als funcionaris principals de diversos Departaments.
El president, a més, pot concedir indults, excepte en el cas de procés polític a alts càrrecs (impeachment).

### Clàusula dos: Tractats i nomenament d'alts funcionaris i jutges
La clàusula dos de la secció dos diu així: 
| « | (català) Tindrà facultat, amb el consell i consentiment del Senat, per celebrar tractats, per tal que donin la seva aprovació dos terços dels senadors presents, i proposarà i nomenarà, amb el consell i consentiment del Senat, als ambaixadors, als altres ministres públics i els cònsols, als magistrats de la Cort Suprema ia tots els altres funcionaris dels Estats Units la designació no proveeixi aquest document en una altra forma i que hagin estat establerts per llei. Però el Congrés podrà conferir la designació dels funcionaris inferiors que consideri convenient, per mitjà d'una llei, al president únicament, als tribunals de Justícia o als caps dels departaments. | (anglès) He shall have Power, by and with the Advice and Consent of the Senate, to make Treaties, provided two thirds of the Senators present concur; and he shall nominate, and by and with the Advice and Consent of the Senate, shall appoint Ambassadors, other public Ministers and Consuls, Judges of the supreme Court, and all other Officers of the United States, whose Appointments are not herein otherwise provided for, and which shall be established by Law: but the Congress may by Law vest the Appointment of such inferior Officers, as they think proper, in the President alone, in the Courts of Law, or in the Heads of Departments. | » |

El president pot executar diverses facultats amb el consell i sentiment del Senat.

#### Tractats
El president pot ratificar tractats, sempre que compti amb el suport de, almenys, dos terços dels senadors.

#### Nomenaments
El president té potestat per nomenar als jutges de la Cort Suprema de Justícia, ambaixadors, cònsols, ministres i altres alts funcionaris, sempre que compti amb l'aprovació del Senat. Però aquest paràgraf també estipula que el Congrés pot, mitjançant llei, determinar de quina manera poden ser nomenats els funcionaris inferiors: per elecció exclusiva del president, dels caps dels Departaments del Govern o pels tribunals de Justícia.

### Clàusula tres: Nomenaments durant el període de recés
La clàusula tres de la secció dos diu així: 
| « | (català) El president tindrà el dret de cobrir totes les vacants que tinguin lloc durant el recés del Senat, estenent nomenaments provisionals que acabaran al final del període de sessions següent. | (anglès) The President shall have Power to fill up all Vacancies that may happen during the Recess of the Senate, by granting Commissions which shall expire at the End of their next Session. | » |

Durant el temps que el Senat no estigui reunit, el president pot nomenar funcionaris, però els seus nomenaments provisionals acaben al final del següent període de sessions de Senat, havent de sol·licitar el confirmo de la Càmera.

## Secció tres, les responsabilitats presidencials
La secció tres diu així: 
| « | (català) Periòdicament ha de proporcionar al Congrés informes sobre l'estat de la Unió, recomanant a la seva consideració les mesures que consideri necessàries i oportunes; en ocasions de caràcter extraordinari pot convocar a ambdues Cambres oa qualsevol d'elles, i en el cas que discrepin quant a la data en què hagin d'entrar en recés, podrà suspendre les seves sessions, fixant perquè les reprenguin la data que consideri convenient; rebrà els ambaixadors i altres ministres públics; tindrà cura de que les lleis s'executin puntualment i estendrà els despatxos de tots els funcionaris dels Estats Units. | (anglès) He shall from time to time give to the Congress Information of the State of the Union, and recommend to their Consideration such Measures as he shall judge necessary and expedient; he may, on extraordinary Occasions, convene both Houses, or either of them, and in Case of Disagreement between them, with Respect to the Time of Adjournment, he may adjourn them to such Time as he shall think proper; he shall receive Ambassadors and other public Ministers; he shall take Care that the Laws be faithfully executed, and shall Commission all the Officers of the United States. | » |

### Clàusula 1: Estat de la Unió
El president està obligat a presentar, cada cert temps (no determinat en la Constitució), un informe al Congrés sobre l'estat de la Unió. Tradicionalment, aquest informe ha estat anual, en la forma del solemne Discurs de l'Estat de la Unió. No obstant això, Thomas Jefferson, qui considerava que el discurs era molt similar al discurs del tron britànic, va decidir enviar els seus informes per escrit, perquè fossin llegits, en la sessió plenària, per algun dels secretaris del Congrés. Aquest sistema es va mantenir fins que el President Woodrow Wilson va decidir tornar a l'antiga forma, pronunciant els discursos ell mateix, costum que es manté actualment.

### Clàusula 2: Convocatòria de sessions extraordinàries del Congrés i període de recés
El president pot convocar en una sessió extraordinària a una o a ambdues càmbres del Congrés. Si ambdues càmbres no poden posar-se d'acord en una data de començament del període de recés, el president pot suspendre a les dues, fixant-los la data que consideri oportuna per a la represa de sessions.

### Clàusula 3: Rebre ambaixadors
El president rep a tots els ambaixadors estrangers. Aquesta clàusula ha estat interpretada com que el president té facultats extenses en tots els assumptes de política exterior.

### Clàusula 4: Cuidar que les lleis s'executin puntualment
El president ha de "cuidar que les lleis s'executin puntualment." Alguns presidents han usat aquesta clàusula per confiscar diners que havia estat assignat pel Congrés, destinant-ho a altres partides diferents a les aprovades.

### Clàusula 5: Despatxos de funcionaris
El president encarrega tots els funcionaris dels Estats Units, incloent ells de l'Exèrcit i Serveis Estrangers.

### Privilegi executiu
Alguns presidents han sostingut la tesi que tenen la facultat d'ocultar informació al Congrés, però no hi ha una clàusula en la Constitució que ho justifiqui. No obstant això, la Cort Suprema ha dictaminat que, efectivament, els presidents poden ocultar informació en determinats casos, sobretot en assumptes de seguretat nacional.

## Secció quatre, impeachment
La secció quatre diu així: 
| « | (català) El president, el vicepresident i tots els funcionaris civils dels Estats Units seran separats dels seus llocs en ser acusats i declarats culpables de traïció, suborn o altres delictes i faltes greus. | (anglès) The President, Vice President and all civil Officers of the United States, shall be removed from Office on Impeachment for, and Conviction of, Treason, Bribery, or other High crimes and Misdemeanors. | » |

El president, el vicepresident, els secretaris del Gabinet i altres funcionaris administratius del Govern, així com els jutges, poden ser sotmesos a un procés de impeachment per la Cambra de Representants i jutjats políticament pel Senat.
Qualsevol condemnat en un procés de impeachment és immediatament destituït del seu càrrec. El Senat també poden optar per prohibir a qualsevol funcionari destituït l'accés a un càrrec federal en el futur. No poden ser castigats amb un altre tipus de penes, segons el procediment del judici polític, però el condemnat segueix podent ser jutjat i condemnat en els tribunals per càrrecs civils i criminals.